# مارك ليري
مارك ريتشارد ليري (مواليد 29 نوفمبر 1954) (بالإنجليزية: Mark Richard Leary)‏ هو أستاذ علم النفس وعلم الأعصاب بجامعة ديوك فيدرم (كارولاينا الشمالية). ساهم بعدة أبحاث في مجالات علم النفس الاجتماعي وعلم نفس الشخصية.

## مسيرته
أنهى ليري دراسته الجامعية في كلية ويست فرجينيا في ويسليان في عام 1976. حصل على درجة الماجستير والدكتوراه في علم النفس الاجتماعي من جامعة فلوريدا. درّس في كل من جامعة دينيسون، وجامعة تكساس في أوستن، وجامعة ويك فورست، وجامعة ديوك. نشر 12 كتابًا وأكثر من 200 مقالة في عدد من المجلات الأكاديمية. وهو زميل جمعية علم النفس الأمريكية. أسس ليري أيضًا المجلة العلمية (Self and Identity) في عام 2001. بالإضافة إلى ذلك، عمل في هيئات المراجعة التحريرية للعديد من المجلات الأكاديمية الأخرى في علم النفس. بالإضافة إلى ذلك، يحاضر في الدورات الكبرى.